# Bastien Augusto
Bastien Augusto (Limoges, 10 de agosto de 1999) es un deportista francés que compite en atletismo, especialista en las carreras de fondo. Ganó una medalla de oro en el Campeonato Europeo de Atletismo en Ruta de 2025, en la prueba de media maratón por equipo.

## Palmarés internacional
| Campeonato Europeo en Ruta | Campeonato Europeo en Ruta | Campeonato Europeo en Ruta | Campeonato Europeo en Ruta |
| Año                        | Lugar                      | Medalla                    | Prueba                     |
| -------------------------- | -------------------------- | -------------------------- | -------------------------- |
| 2025                       | Bruselas/Lovaina (Bélgica) | Medalla de oro             | Media maratón por equipo   |